# Ibrahim Repovac
Ibrahim-beg Repovac (1860 Repovci, okres Konjic, osmanská říše – 24. května 1900 Sarajevo, Bosna a Hercegovina) byl bosenskohercegovský islámský pedagog bosňáckého původu.

## Životopis
V Konjici navštěvoval nižší medresu pod vedením Omer-efendiji Huma (1808–1880), v Sarajevu pak roku 1884 absolvoval Gazi Husrev-begovu medresu. Poté byl přijat jako pomocný učitel v sarajevské ruždii (druhé národní chlapecké základní škole), kde začal vyučovat orientální předměty. Roku 1887 byl jmenován šarí‘atským soudcem, kádím, v Konjici, odkud byl 18. srpna 1889 přidělen do Vyššího gymnázia v Sarajevu jako učitel (od 1895 profesor) arabského jazyka. Byl přívržencem Stjepana Basarička (1848–1918), předního chorvatského teoretika racionální pedagogiky. Pod vlivem západní orientalistiky zahájil přípravy na sepsání první mluvnice a slovníku arabského jazyka v srbochorvatském prostředí, nicméně jeho záměr překazila smrtelná nemoc. Pohřben byl na sarajevském hřbitově Grličića brdo.
Roku 1884 se oženil s Aišou, dcerou hlavního mudarrise Gazi Husrev-begovu medresy a od roku 1882 reisu-l-ulemy Islámského společenství Mustafy Hilmi-efendiji Hadžiomeroviće. Jeho syn Nasihudin (1891–1977) byl šarí‘atským soudcem a starostou Sarajeva.